# Heterotanytarsus grimshawi
Heterotanytarsus grimshawi är en tvåvingeart som först beskrevs av Edwards 1929.  Heterotanytarsus grimshawi ingår i släktet Heterotanytarsus och familjen fjädermyggor. Inga underarter finns listade i Catalogue of Life.